# Lucelmo Lacerda
Lucelmo Lacerda de Brito (Teófilo Otoni, 24 de junho de 1982) é um professor, escritor, divulgador científico e ativista brasileiro, notável por sua atuação no cenário do autismo no Brasil.

## Biografia
Lucelmo nasceu e viveu parte da sua infância em Teófilo Otoni, e mais tarde mudou-se para o interior de São Paulo. De origem católica, participou de atividades religiosas e, na juventude, atuou no movimento estudantil. Mais tarde, cursou História na Universidade do Vale do Paraíba (UNIVAP) e mestrado na mesma área na Pontifícia Universidade Católica de São Paulo (PUC-SP), desenvolvendo pesquisas no contexto da religião.
Durante a década de 2010, Lucelmo passou a se interessar pela temática do autismo e ensino educacional, sobretudo depois do diagnóstico de seu primeiro filho em 2011. Cursou doutorado em Educação pela PUC-SP e também pós-doutorado em Psicologia pela Universidade Federal de São Carlos (UFSCar). Como ativista do cenário do autismo, passou a fazer debates sobre temas como práticas baseadas em evidências, análise do comportamento aplicada e educação especial. No final da década, iniciou um canal no YouTube de divulgação científica sobre autismo, que é um dos mais notáveis de profissionais e também atuou como professor do curso de especialização em autismo da Universidade Federal do Tocantins (UFT).
É autor de três livros sobre autismo, sendo o mais recente Crítica à pseudociência em educação especial: Trilhas de uma educação inclusiva baseada em evidências, lançado em 2023.
Em 2024, destacou-se por sua participação teórica na elaboração do Parecer 50/2023 do Conselho Nacional de Educação. O documento, chamado "Nortear, orientações para o atendimento educacional ao estudante com transtorno do espectro autista – TEA", estabeleceu diretrizes sobre o processo de educação inclusiva para alunos autistas, e recebeu apoio de entidades e ativistas, mas também críticas. Na época, Lucelmo argumentou que o ponto mais importante do documento é o Plano Educacional Individualizado (PEI) e que o PEI é contemplado no texto da Convenção Internacional sobre os Direitos das Pessoas com Deficiência, da Organização das Nações Unidas (ONU), e é "uma obviedade na literatura científica". Outra pesquisadora e teórica, Maria Teresa Mantoan, se contrapôs a Lucelmo, argumentando que "Não há condições de se adaptar nada para ninguém". Lacerda, por sua vez, é crítico da perspectiva teórica de Mantoan, argumentando que seu discurso seria de "inclusão total", e não a educação inclusiva.

## Obras
- Transtorno do espectro autista: uma brevíssima introdução (CRV, 2017)
- Autismo: compreensão e práticas baseadas em evidências (Capricha na Inclusão, 2020)
- Ensino religioso na era da laicidade?: modelos em ação no Brasil (Appris Editora, 2022)
- Crítica à pseudociência em educação especial: Trilhas de uma educação inclusiva baseada em evidências (Luna Edições, 2023)
- Bento XVI e Leonardo Boff: Igreja do Brasil na Inquisição (Appris Editora, 2023)